# Gregor Jožef Plohel
Gregor Jožef Plohel (ali Plochl), slovenski rimskokatoliški duhovnik in verski pisec,  * 7. marec 1730, Ivanjkovci, † 3. marec 1800, Ptuj.
Znan je kot ptujski dekan in avtor prve knjige v vzhodni štajerščini.

## Življenjepis
Rodil se je v premožni prleški kmečki družini očetu Juriju Plohlu in materi Ani Filipič. Verjetno je hodil v varaždinsko gimnazijo na Hrvaškem, kjer se je naučil kajkavščino. Prleški in ogrski Slovenci (v Prekmurju in Porabju) so uporabljali kajkavske knjige, ki so jih dobro razumeli. Po končanju gimnazije je Plohel v Gradcu študiral bogoslovje (1750–1754) in filozofijo (1748–1750). Ker je bil zelo priden učenec, so ga hitro posvetili v duhovnika. Leta 1756 je pridobil častni naslov doktorja bogoslovja. Med študijem je bil duhovni pomočnik v Cmureku (danes Mureck, Avstrija) ter pridigal v graških in drugih cerkvah. Od leta 1756 je kaplanoval v okolici Ptuja. Od leta 1758 do leta 1766 je služboval pri ptujski mestni župniji. Po smrti tamkajšnjega župnika (1766) je postal novi nadžupnik in konzistorijalni svetnik. Leta 1786 so mu poverili okrožno dekanstvo in je upravljal tudi ljutomersko, velikonedeljsko ter završko dekanijo.

## Delo
Plohel je skrbel za cerkvena in gospodarska poslopja. Vodil je razne cehe, pobožne družbe in bratovščine na Ptuju. Imel je veliko premoženja v okolici mesta in gmotno podpiral pouk siromaških slovenskih dijakov. Leta 1790 je ustanovil dve dijaški štipendiji, kasneje pa še štiri.
Ko se je vrnil iz Hrvaške, se je naučil osrednjo slovenščino. Svojim župljanom je pridigal v štajerščini. Leta 1758 je prevedel nemški katekizem Ignaza Parhammerja z naslovom Obchinzka knishiza izpitavanya teh pet glavneh shtükov maloga katekismussa poshtovanoga patra Petra Kanisiussa. Kajkavski vpliv je prisoten tako v jeziku kot črkopisu: c = cz, č = ch, s = ʃz, š = ʃʃ, z = z, ž = s (ʃ), nj = ny.
Plohel je v svoji knjigi zapisal, da je jezik štajerskih Slovencev malo drugačen od hrvaškega (kajkavskega) jezika in osrednje (kranjske) slovenščine. Plohlov katekizem še ni standardiziral vzhodne štajerščine, saj je Peter Dajnko poskusil normirati vzhodnoštajerski jezik v prvi polovici 19. stoletja. Na Ogrskem so v prvi polovici 18. stoletja napisali prvo tiskano knjigo (Franc Temlin: Mali katechismus). Štefan in Mikloš Küzmič sta v drugi polovici istega stoletja standardizirala prekmurščino s svojimi prevodi Svetega pisma (Nouvi Zákon, 1771; Szvéti evangyeliomi, 1780; Sztároga i nouvoga testamentoma szvéte histórie krátka summa, 1790), molitveniki (Kniga molitvena, 1783) in učbeniki.